# Pawłowo Żońskie
Pawłowo Żońskie – wieś w Polsce położona w województwie wielkopolskim, w powiecie wągrowieckim, w gminie Wągrowiec.
W latach 1954–1968 wieś była siedzibą władz gromady Pawłowo Żońskie, po jej zniesieniu w gromadzie Wągrowiec-Północ, po reformie w gminie Wągrowiec.
W latach 1975–1998 miejscowość administracyjnie należała do województwa pilskiego.